# Положись на друзей
«Положи́сь на друзе́й» (англ. Friends with Money) — комедия 2006 года режиссёра Николь Холофсенер.

## Сюжет
В жизни главной героини фильма Оливии (Дженнифер Энистон) наступает сложный период. Финансовые проблемы заставляют обратиться за помощью к старым знакомым. Но знакомые давно уже остепенились и ведут размеренный семейный образ жизни. И вторжение незамужней Оливии меняет их семейную обыденность до неузнаваемости. Оказывается, Оливия тоже способна научить своих друзей смотреть на окружающий мир другим, не затуманенным бытовыми хлопотами, взглядом. Последствия их совместного общения порой непредсказуемы…

## В ролях
| Актёр               | Роль     |
| ------------------- | -------- |
| Дженнифер Энистон   | Оливия   |
| Кэтрин Кинер        | Кристина |
| Джейсон Айзекс      | Дэвид    |
| Тимм Шарп           | Ричард   |
| Джоан Кьюсак        | Фрэнни   |
| Грэг Германн        | Мэтт     |
| Хейли Ноэль Джонсон | Тэмми    |
| Саймон Макбёрни     | Аарон    |
| Фрэнсис Макдорманд  | Джейн    |
| Джейк Черри         | Уатт     |
| Марин Хинкль        | Майя     |
| Скотт Каан          | Майк     |
| Тай Баррелл         | Марти    |